# Cranoe
Cranoe est une paroisse civile et un village du Leicestershire, en Angleterre.